# Хлорид цинка

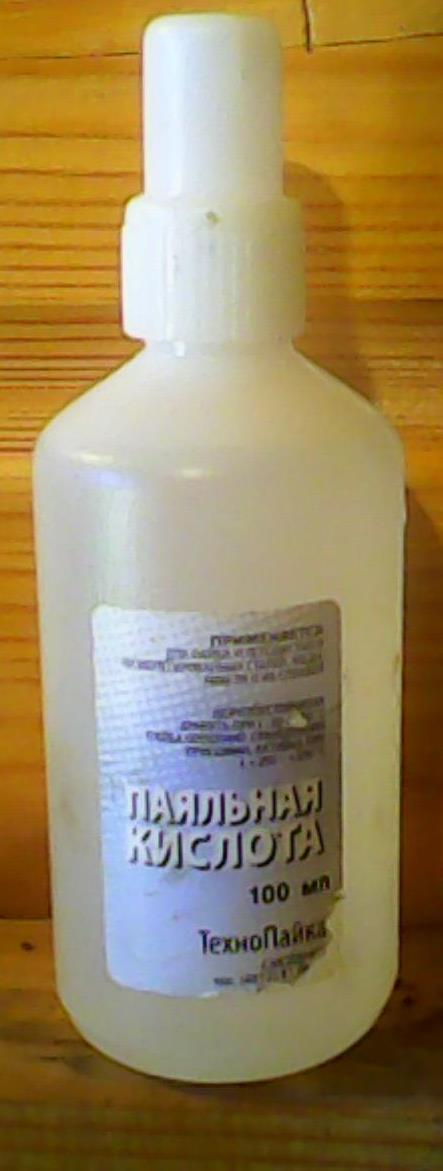
Водный раствор хлорида цинка, также известный, как «Паяльная кислота»

Хлори́д ци́нка (хло́ристый цинк, дихлори́д цинка) — химическое соединение цинка с хлором, имеющее формулу ZnCl2.
Представляет собой белые, очень гигроскопичные кристаллы.

## Свойства

### Физические свойства
- Молекулярная масса: 136,315 г/моль.
- Температура плавления: 318 °C.
- Температура кипения: 732 °C.
- Растворимость в воде при 20 °C: 79,8 %.

### Химические свойства
Концентрированные растворы имеют кислую среду, так как в результате гидролиза в воде присутствуют ионы {\displaystyle {\ce {H^+}}}.

## Получение
- растворение цинка или его оксида в соляной кислоте с последующим выпариванием раствора;
- нагревание расплавленного цинка в потоке хлора.

## Применение
- ситцепечатание;
- изготовление зубных цементов;
- антисептическая пропитка дерева (например, шпал);
- очистка поверхности металлов от оксидов перед пайкой (известен как «Паяльная кислота»);
- компонент при производстве фибры;
- рафинирование расплавленных цинковых сплавов;
- фракционный анализ угольных проб;
- в гальванических элементах.

## Токсичность
Хлорид цинка токсичен, ирритант. При попадании на кожу вызывает химические ожоги. Особенно опасно попадание в глаза.
После попадания на кожу необходимо немедленно удалить вещество с использованием мыла и большого количества воды. При попадании в глаза промыть большим количеством воды, использовать глазные капли.
Минимальная смертельная доза (ЛД50) — 200 мг/кг. Смертельная доза для человека орально — 3—5 г.